# Norman Robert Campbell
Pour les articles homonymes, voir Campbell.
Norman Robert Campbell, né le 7 mars 1880 à  Colgrain, Dumbarton (Écosse) et mort le 18 mai 1949 à Nottingham est un physicien spécialiste d'électricité et un philosophe des sciences britannique.

## Biographie
Le père de Norman Robert Campbell, William Middelton Campbell est gouverneur de la Banque d’Angleterre de 1907 à 1909. Normann est son troisième enfant. Norman fait ses études au Collège Eton puis au Trinity College de Cambridge.
Normann devient assistant de recherche au Cavendish Laboratory sous la direction de Joseph John Thomso où il contribué à l'étude de l' ionisation spontanée dans les gaz et la radioactivité. En 1913 il est chercheur en physique à l'Université de Leeds il étudie l'ionisation des rayons X. De 1919 à 1944  il travaille comme chercheur chez General Electric à Londres.
L'ouvrage qu'il publie en 1921 What is science ? est un livre de philosophie des sciences. Il publie d'autres ouvrages scientifiques et pédagogiques dont plusieurs sont traduits en français et commentés.
Il se marie en 1912 avec Edith Sowerbutts. Le couple adopte deux enfants.

## Publications

### Traduit en français
La théorie électrique moderne. théorie électronique, traduit  par A. Corvisy, Paris, 1919, Librairie Scientifique A. Hermann & Fils, 1919, 464 p.
Suppléments à la théorie électrique moderne 1. quantique des spectres ; 2. La relativité, traduit de l'anglais par Arthur Corvisy, Paris, 1924, Librairie scientifique J. Hermann, 237 p. lire en ligne sur Gallica
Les principes de la physique, traduit de l'anglais par A.M. Pébellier, préface  d'Émile Borel, Paris, 1923,	
F. Alcan, 199 p.

### Autres ouvrages
What is science ?, Londres, 1921, Methuen & Co Ldt, 186 p. https://archive.org/details/whatisscience00camprich/mode/2up
Series spectra, Cambridge, 1921,  University press, 111 p.
An Account of the Principles of Measurement and Calculation, 1928, Longmans, Green and Company, Limited, 293 p.